# Вест-Санбері (Пенсільванія)
Вест-Санбері (англ. West Sunbury) — місто (англ. borough) в США, в окрузі Батлер штату Пенсільванія. Населення — 182 особи (2020).

## Географія
Вест-Санбері розташований за координатами 41°0′22″ пн. ш. 79°53′47″ зх. д. / 41.00611° пн. ш. 79.89639° зх. д. (41.006060, -79.896456).  За даними Бюро перепису населення США в 2010 році місто мало площу 0,29 км², уся площа — суходіл.

## Демографія
Згідно з переписом 2010 року, у селищі мешкали 192 особи в 77 домогосподарствах у складі 53 родин. Густота населення становила 673 особи/км².  Було 84 помешкання (295/км²).
Расовий склад населення:
| - 96,4 % — білих - 2,1 % — чорних або афроамериканців - 0,5 % — азіатів |

До двох чи більше рас належало 1,0 %. Частка іспаномовних становила 0,5 % від усіх жителів.
За віковим діапазоном населення розподілялося таким чином: 23,4 % — особи молодші 18 років, 67,7 % — особи у віці 18—64 років, 8,9 % — особи у віці 65 років та старші. Медіана віку мешканця становила 33,8 року. На 100 осіб жіночої статі у селищі припадало 100,0 чоловіків;  на 100 жінок у віці від 18 років та старших — 96,0 чоловіків також старших 18 років.
Середній дохід на одне домашнє господарство  становив 53 641 долар США (медіана — 51 250), а середній дохід на одну сім'ю — 57 271 долар (медіана — 50 000). За межею бідності перебувало 3,4 % осіб, у тому числі 0,0 % дітей у віці до 18 років та 71,4 % осіб у віці 65 років та старших.
Цивільне працевлаштоване населення становило 83 особи. Основні галузі зайнятості: науковці, спеціалісти, менеджери — 22,9 %, виробництво — 16,9 %, освіта, охорона здоров'я та соціальна допомога — 16,9 %.